# 기소
기소(起訴, 영어: criminal charge, prosecution, indictment)란 검사가 특정한 형사사건에 대하여 법원의 심판을 요구하는 것이다. '공소(公訴)의 제기(提起)'라고도 한다. 검사의 기소는 수사의 종결을 의미하고, 기소를 함으로써 법원의 재판절차가 개시된다. 대한민국에서 형사소송법에 의하여 검사가 공소를 제기하도록 되어 있어 기소 독점권을 가진 것으로 알려졌으나 경찰서장에게 부여된 즉결심판 회부 권한에 의하여 실질적으로 경찰도 기소권을 가지고 있다. 

## 사인소추와 친고죄
과거 유럽에서는 피해자 등이 기소를 하는 사인소추(私人訴追)가 폭넓게 인정되기도 했지만, 현재는 명예훼손, 마당·헛간침입, 재물손괴 등 극히 일부의 사소한 범죄를 제외하고는 검사만이 범죄의 기소를 할 수 있다.
독일 형법과 이를 계수(繼受)한 일본, 중화민국, 대한민국 형법에 규정된 친고죄는 사인소추를 국가소추주의 아래에 녹여낸 형사제도이다.

## 기소편의주의
대한민국 형사소송법 제247조에 의하여 규정된 기소편의주의에 의하여 범죄의 혐의가 있다고 해서 국가기관인 검사가 반드시 이를 기소해야 하는 것은 아니다. 검사는 양형의 조건을 정한 형법 제51조의 내용인 1. 범인의 연령, 성행, 지능과 환경 2. 피해자와의 관계 3. 범행의 동기, 수단과 결과 4. 범행 후의 정황을 고려하여 기소하지 않는 것이 타당하다고 판단되는 때에는 불기소 처분을 할 수 있으며 이때는 기소유예 처분이나 법무부령인 검찰사건처리규칙에 의하여 각하를 한다.
행정력의 한계 등의 이유로 기소편의주의의 필요성에도 불구하고 이러한 검사의 불기소처분은 악용에 의한 독단과 뇌물·부정한 압력 등에 의한 독직의 위험성이 크기 때문에 이를 통제하기 위해 독일에서는 형사소송법에 기소강제절차를 규정하여 기소법정주의(起訴法定主義)를 가미하고 있으며, 일본에서는 1948년부터 검찰심사회를 두어 검사의 기소독점을 견제하고 있다.

## 영미법
영미법에서는 전통적으로 대배심에서 기소를 하였으나, 현재는 미국의 주(州) 정부에서만 대배심제도를 운용하고 있다. 영국에서는 사인소추를 제외한 모든 기소가 검사에 의해 이루어진다. 영국에서의 형사소송에서는 모든 원고(plaintiff)는 국왕이다. 예를 들어 스미스에 대한 기소가 이루어지면 'R 대 스미스'라고 부르는데, 여기서 'R'은 라틴어로 여왕(Regina)을 말한다.

## 약식기소
약식기소(略式起訴)는 벌금이나 과료형의 처분이 인정되는 사건에 대하여 피의자의 이의가 없을 경우에 서면 심리에 의한 약식명령의 재판을 청구하기 위한 기소절차의 방식이다.

## 같이 보기
- 고소
- 불기소